# Seebach (Große Ohe)
Der Seebach ist der rechte Oberlauf der Großen Ohe im Nationalpark Bayerischer Wald. 

## Geographie

### Verlauf
Der Seebach entspringt an der Seewand etwa einen Kilometer östlich des Gipfels des Großen Rachels und fließt beständig etwa südwärts. Nach wenigen hundert Metern mündet er in den auf 1070 m ü. NHN Höhe gelegenen Rachelsee. Nach dem Ausfluss aus dem See fließt der Seebach weiterhin südwärts. Zuletzt mündet der Hintere Schachtenbach ein. Sehr kurz danach und etwa vier Kilometer südlich des Sees fließt der Seebach mit dem von links und aus dem Osten kommenden Vorderen Schachtenbach zusammen, wodurch die Große Ohe entsteht, die dann zunächst in Seebach-Richtung weiterzieht.
Der Seebach verläuft auf seiner ganzen Länge im Wald und liegt vollständig im Nationalpark.

### Zuflüsse und Seen
Von der Quelle zur Mündung. Höhen abgefragt auf der amtlichen Karte. Andere Belege sind vermerkt.
Auswahl.
- Durchfließt auf 1070 m ü. NHN[BA 2] den Rachelsee
- Rachelbach, von rechts und Nordwesten auf etwa 1004 m ü. NHN
- Gfällbach, von links und Nordosten auf etwa 994 m ü. NHN
- Rachelschachtenbach, von rechts und Westnordwesten auf etwa 870 m ü. NHN
- Neuriedlhüttenbach, von rechts und Nordwesten auf etwa 779 m ü. NHN
- Hinterer Schachtenbach, von links und Nordosten auf etwa 775 m ü. NHN

### BayernAtlas („BA“)
Allgemeiner Einstieg ohne Voreinstellungen und Layer: BayernAtlas der Bayerischen Staatsregierung (Hinweise)
1. 1 2  Höhe abgefragt auf dem Hintergrundlayer Amtliche Karte (Rechtsklick).
2. ↑  Höhe nach blauer Beschriftung auf dem Hintergrundlayer Amtliche Karte (Rechtsklick).

### Gewässerverzeichnis Bayern („GV“)
1. 1 2  Länge und Einzugsgebiet nach: Gewässerverzeichnis - Gesamttabelle